# Andrzej Ryszka
Andrzej Ryszka (* 13. April 1953 in Olkusz) ist ein polnischer Politiker der Platforma Obywatelska (Bürgerplattform).
Andrzej Ryszka schloss sein Studium an der Hochschule für Bergbau und Hüttenwesen in Krakau (Akademia Górniczo-Hutnicza im. Stanisława Staszica w Krakowie) als Ingenieur ab. Nach seinem Studium arbeitete er in einem Unternehmen für Emaille-Geschirr und anschließend in einer Wohnungsgesellschaft. 1990 wurde er Bürgermeister von Olkusz und blieb dies bis 2002. 2006 wurde Ryszka in den Kreisrat des Powiats Olkuski gewählt. Bei den vorgezogenen Parlamentswahlen 2007 trat Andrzej Ryszka im Wahlkreis 13 Krakau an und konnte mit 7.292 ein Mandat für den Sejm erringen. Dort arbeitet er im Ausschuss für Staatsvermögen (Komisja Skarbu Państwa).
Andrzej Ryszka ist verheiratet.